# Pteranodon
Pteranodon var ett släkte av stor pterosaurie som var vanlig under krita-perioden för cirka 86-84,5 miljoner år sedan. Den tillhörde samma reptilgrupp som dinosaurierna, krokodiler och fåglar gör, nämligen arkosaurierna (härskarödlorna). Kroppen kunde bli upp till 3 meter lång och vingspannet cirka 6–8 meter långt. Vingspannet hos hannarna var vanligen omkring 5,6 meter medan vingspannet hos honorna vanligen var omkring 3,8 meter. Huvudet kunde bli 180 centimeter långt varav benkammen i nacken var 70 centimeter lång och 3 mm tjock. Med kammen styrde djuret sina luftfärder. Tack vare sitt ihåliga och sköra skelett vägde den blott 17 kg trots sin storlek. Pteranodon levde vid haven där den troligen livnärde sig på fisk. 
De flesta fossil av pteranodon har man hittat i Kansas, USA. 
University of Kansas i Lawrence, USA, har över 480 pteranodonfossil. Den första pteranodon-skallen hittades den andra maj 1876 i Smoky Hill River i Wallace County, Kansas av Samuel Wendell Williston, en fossilsamlare som arbetade för Othniel Charles Marsh. Det framgick då att denna flygödla inte hade några tänder, och Marsh gav den namnet Pteranodon, "tandlös vinge".